# Viktor Kudynskyy
Viktor Volodymyrovytch Koudynskiy (en ukrainien : Віктор Володимирович Кудинський ; né le 17 juin 1943 à Kiev et mort le 18 août 2005) est un athlète soviétique devenu ukrainien spécialiste du fond. Il mesure 1,66 m pour 54 kg.

## Biographie

### Palmarès
| Date | Compétition             | Lieu     | Résultat | Épreuve         | Performance   |
| ---- | ----------------------- | -------- | -------- | --------------- | ------------- |
| 1966 | Championnats d'Europe   | Budapest | 1er      | 3 000 m steeple | 8 min 26 s 6  |
| 1968 | Jeux européens en salle | Madrid   | 1er      | 3 000 mètres    | 8 min 10 s 22 |

### Records
| Épreuve              | Performance   | Lieu      | Date            |
| -------------------- | ------------- | --------- | --------------- |
| 3 000 mètres         | 7 min 52 s 8  | Kiev      | 4 juillet 1967  |
| 5 000 mètres         | 13 min 34 s 6 | Stockholm | 3 juillet 1968  |
| 3 000 mètres steeple | 8 min 26 s 0  | Leningrad | 21 juillet 1968 |